# Frackwoche

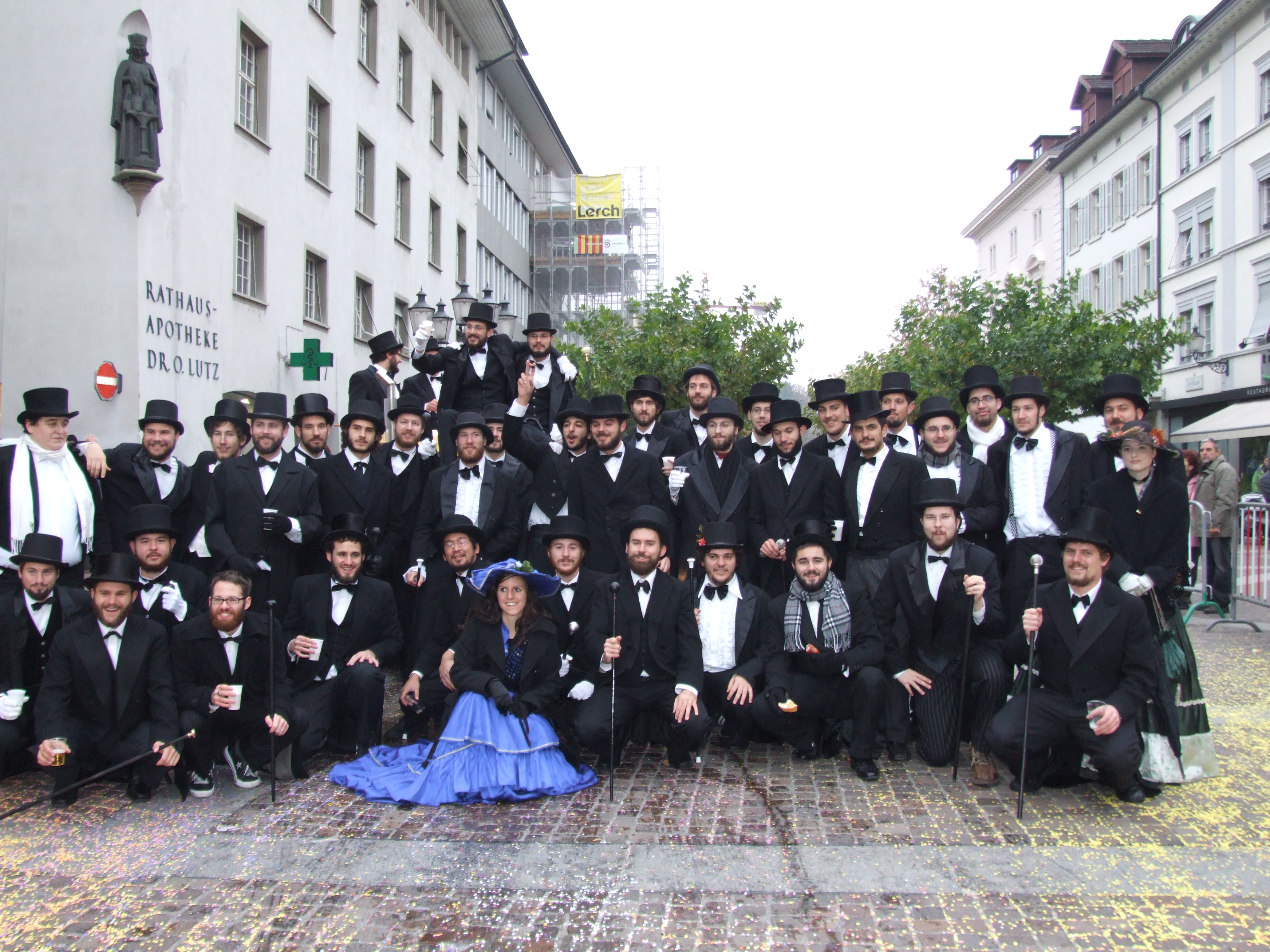
Foto di gruppo dei laureandi della Frackwoche 2008

La Frackwoche (settimana del frac) è una festa organizzata ogni anno dai diplomandi dell'ex Technikum di Winterthur. Il "Tech" oggi viene chiamato "School of Engineering" ed è diventato uno dei dipartimenti della Zürcher Hochschule für Angewandte Wissenschaften (ZHAW), la scuola universitaria di scienze applicate di Zurigo. In occasione della Frackwoche, tutti i diplomandi maschi si lasciano crescere la barba per 100 giorni per poi vestirsi solo in frac durante la settimana della consegna del diploma.

## Storia
L'origine della Frackwoche risale all'anno 1925. Allora una gran parte degli studenti iniziavano gli studi superiori appena aver terminato la scuola secondaria (scuola media) e li terminavano all'età di circa 19 anni. Con la barba e il frac indosso dimostravano la loro nuova appartenenza al mondo degli adulti.
Durante la Seconda Guerra Mondiale la Frackwoche fu abbandonata per essere ripresa solo nel 1950, questa volta come "gioco" dei diplomandi. Essi, infatti, sottoscrivono un impegno detto "Bartvertrag" ("Contratto della barba", in tedesco). La frequenza delle lezioni da parte degli studenti più giovani veniva ostacolata ogni mattina attraverso la costruzione di barricate davanti alla scuola o togliendo le sedie dalle aule. Dagli studenti di ingegneria meccanica arrivò l'idea di costruire dei veicoli che rappresentassero l'indirizzo di studio di ogni classe e di sfilare attraverso la città vecchia di Winterthur durante il cosiddetto "Frackumzug" (corte del frac). L'obbligo di portare il frac durante la Frackwoche è ancora attuale.

## La Frackwoche oggi
Nel frattempo la direzione della scuola ha riconosciuto la Frackwoche, introducendo però alcune regole affinché i festeggiamenti si mantengano nei limiti di un contesto sostenibile. Ad esempio, le barricate devono essere rimosse ogni mattino entro l'inizio della terza ora. Durante la Frackwoche nel Campus del vecchio Technikum ha luogo un party interno, durante il quale viene servita birra praticamente 24 ore al giorno mentre di sera varie band propongono un intrattenimento musicale.
L'introduzione del sistema Bachelor/Master nel calendario ha messo a rischio la sopravvivenza dell'usanza: l'ultima organizzazione regolare di questo evento ha avuto dal 27 ottobre al 1º novembre 2008.
Dal 2009, il periodo in cui lavorare al lavoro di diploma non corrisponde più al nuovo semestre ma viene svolto durante regolare semestre primaverile. Da allora la Frackwoche ha luogo durante l'ultima settimana del semestre primaverile (fine maggio) e dura 3.5 giorni invece di 4.5, come era abitudine. Il giorno della cosiddetta Nacht der Technik (notte della tecnologia) i diplomandi si presentano per l'ultima volta in frac: dapprima ha luogo il "Frackumzug", in cui si sfila nella città vecchia con i carri costruiti dagli studenti (chiamati Frackmobile). Subito dopo vengono presentati i lavori di laurea nel campus della ZHAW e come gran finale concreta degli studi ha luogo l'evento cosiddetto "BartAb" (via la barba), durante il quale la barba obbligatoria degli studenti viene rasata da studentesse volontarie.